# Ještěd (trampolino)
Lo Ještěd è un trampolino situato a Liberec, in Repubblica Ceca, e sorge sull'omonimo monte.

## Storia
Costruito nel 1966, l'impianto è stato rinnovato nel 2007/2008 al fine di ospitare le gare di salto con gli sci e di combinata nordica dei Campionati mondiali di sci nordico del 2009. Sullo Ještěd si disputano regolarmente tappe della Coppa del Mondo di combinata nordica e della Coppa del Mondo di salto con gli sci.

## Caratteristiche
In seguito a varie ristrutturazioni i due trampolini principali ora presenti sono un HS 134 con punto K 120 (trampolino lungo) e un HS 100 con punto K 90 (trampolino normale); i rispettivi primati ufficiali di distanza appartengono ai finlandesi Janne Ahonen (139 m nel 2004) e Harri Olli (104,5 m nel 2009), anche se i primati ufficiosi sono 140,5 per il trampolino lungo (raggiunti dal tedesco Eric Frenzel nel 2008) e 114 m per il trampolino normale (raggiunti dal norvegese Mats Sohagen Berggård nel 2011).